# Mugalihalli, Channagiri
Mugalihalli là một làng thuộc tehsil Channagiri, huyện Davanagere, bang Karnataka, Ấn Độ.